# Phyllotis alisosiensis
Phyllotis alisosiensis és una espècie de mamífer rosegador de la família dels cricètids. És endèmic de Tucumán (Argentina). Habita el nord-oest del Con Sud de Sud-amèrica a ambients muntanyosos que ocupen la franja superior de l'ecoregió selvàtica de les iungues australs.

## Taxonomia
Aquesta espècie fou descrita l'any 2010 pels zoòlegs Luis Ignacio Ferro, Juan José Martínez i Rubén M. Barquez.

### Holotip
L'holotip és l'espècimen catalogat com a: LMC 7542 (número de camp original LIF 772). Es tracta d'un mascle adult del qual es conservaren la pell, el crani, l'esquelet i en alcohol els teixits. Fou capturat el 15 d'octubre del 2007 per Luis Ignacio Ferro i Ana María López.

### Paratip
El paratip és el catalogat com a: LMC 7543 (número de camp original LIF 769). Es tracta d'un mascle subadult del qual es conservaren la pell, el crani, l'esquelet i en alcohol els teixits. Fou capturat el 13 d'octubre del 2007 per Luis Ignacio Ferro i Ana María López.

### Localitat tipus
La localitat tipus referida és: "Paraje El Papal, 2.175 msnm (27°11’S, 65°57’W), Parc Nacional Campo de los Alisos, departament de Chicligasta, província de Tucumán, Argentina”.

### Etimologia
Etimològicament, el nom específic deriva d'un topònim que es refereix al Parc Nacional Campo de los Alisos, en el qual foren capturats tots els exemplars de la sèrie tipus així com altres exemplars addicionals, tret d'un que fou obtingut en una altra localitat.

### Caracterització i relacions filogenètiques
P. alisosiensis és gros en comparació amb les mesures corporals mitjanes de les espècies del gènere Phyllotis, de les quals es pot distingir fàcilment en especial per la coloració i la morfologia cranial i externa.
En descriure P. alisosiensis addicional s'utilitzaren seqüències del gen mitocondrial citocrom b per avaluar-ne les relacions filogenètiques i es descobrí que és un parent proper de P. anitae i, al seu torn, el clade format per aquestes dues espècies és germà de P. osilae.

## Distribució geogràfica i hàbitat
Aquesta espècie es distribueix de manera endèmica al nord-oest de l'Argentina, específicament a la província de Tucumán, a dues localitats que se situen en àrees protegides ubicades a les selves de iungues que s'estenen sobre el vessant oriental de la serralada de l'Aconquija, a altituds d'entre 1.234 i 2.175 msnm.
- Parque nacional Campo de los Alisos (“paraje El Papal”), departament de Chicligasta. Allà habita el bosc montà superior en un paisatge dominat per matollars dispersos, armenteres nadiues de Cortaderia i, especialment, boscos caducifolis d'Alnus acuminata i Polylepis australis.[1]

- Reserva Provincial Los Sosa, Ruta Provincial 307, km 35, campament de Vialidad Provincial (27°01’S 65°39’W), a una altitud de 1.234 msnm. Allà viu al bosc montà inferior o selva de mirtàcies.[1]